# Horst Wolfram Geißler
Horst Wolfram Geißler (* 30. Juni 1893 in Wachwitz; † 20. April 1983 in München) war ein deutscher Schriftsteller. 

## Biographie

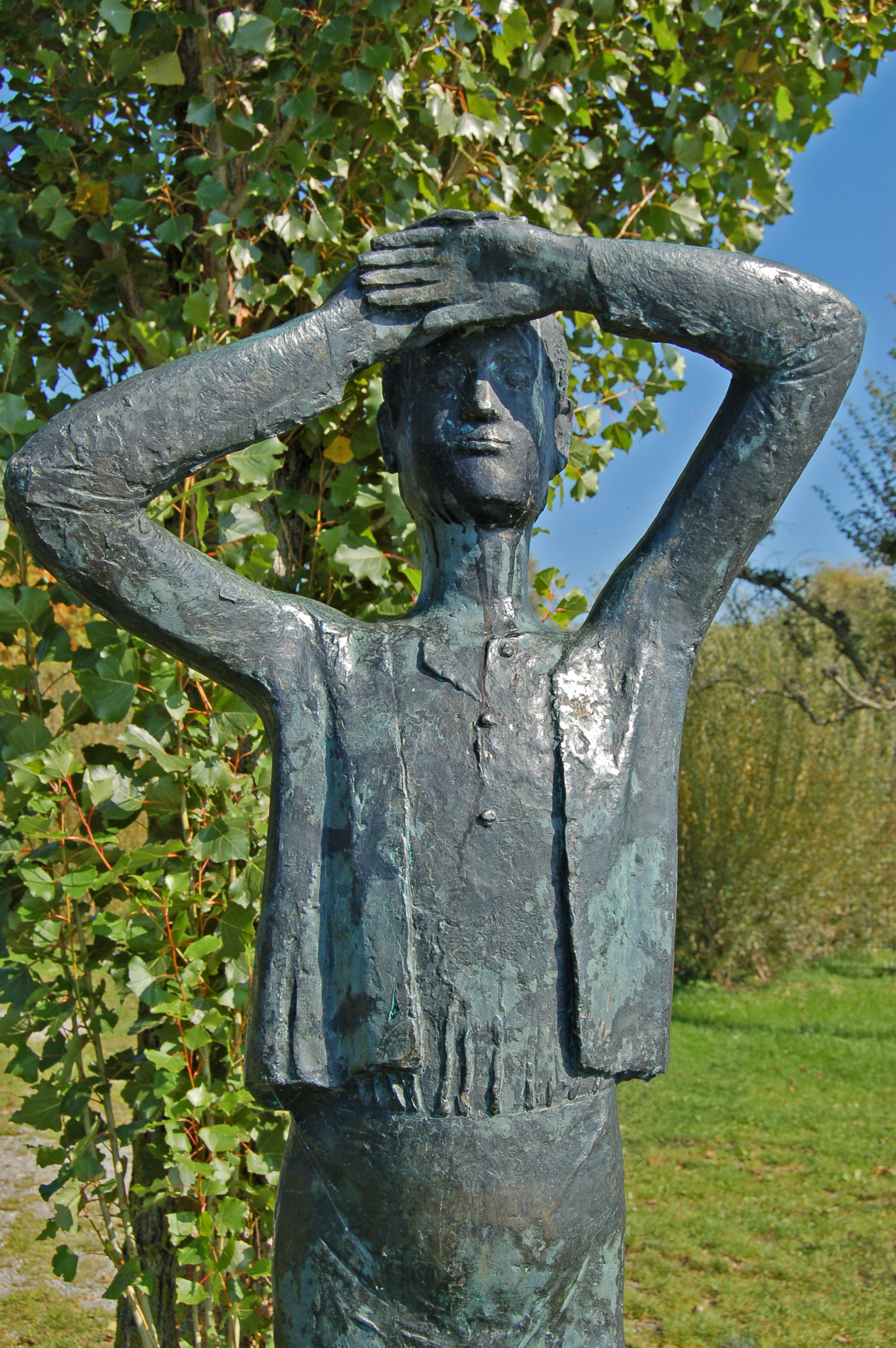
Statue „Der liebe Augustin“ in Wasserburg am Bodensee

Geißler wurde als Sohn des Erzählers Max Geißler geboren. Nach dem Abitur studierte er in Kiel und München und wurde mit einer Arbeit über Grillparzer und Schopenhauer zum Dr. phil. promoviert. Horst Wolfram Geißler wurde 1921 durch seinen Roman Der liebe Augustin berühmt. Er lebte ab 1912 in München und ab 1947 in Hechendorf am Pilsensee (Oberbayern).
Seinen ersten Roman veröffentlichte er 1916. In der Folgezeit brachte er weitere erzählerische Werke hervor. Diese hatten entweder einen geschichtlichen und kulturgeschichtlichen Hintergrund oder waren gegenwartsbezogen und zeigten das Leben meist von seiner heiteren Seite. Er leitete bis 1924 das Feuilleton der München-Augsburger Tageszeitung.
Seine berühmteste Romanfigur, den „lieben Augustin“, ließ er im Pfarrhaus von Wasserburg am Bodensee aufwachsen. Es war der ausdrückliche Wunsch Geißlers, auf dem Friedhof in Wasserburg am See neben der St. Georgs-Kirche seine letzte Ruhe zu finden. Sein Grab, im Biedermeierstil gestaltet, findet man gleich links neben dem Eingang, noch unter den südlichen ausladenden Ästen der großen Friedenseiche von 1871, die vor dem Friedhof steht.
Horst Wolfram Geißler ist mit seinem Der liebe Augustin im Kindlers Literatur Lexikon vertreten. Zitat daraus: „Der große Erfolg des Werks (die deutsche Auflage nähert sich inzwischen der Million) ist nicht zuletzt auf die treffende Veranschaulichung deutscher Eigentümlichkeiten und auf Geißlers durchsichtige, gelöste Diktion zurückzuführen: Seit drei Jahrzehnten wird daher der Roman an amerikanischen Universitäten zur Deutschlektüre verwendet.“ (Richard Mellein im KLL).
Durch zahlreiche Übersetzungen wurde Geißlers Schaffen auch im Ausland bekannt. Seine Romane und Erzählungen sind in weit mehr als zwei Millionen Exemplaren verbreitet.
Sein Buch Der liebe Augustin wurde 1959 erfolgreich verfilmt.

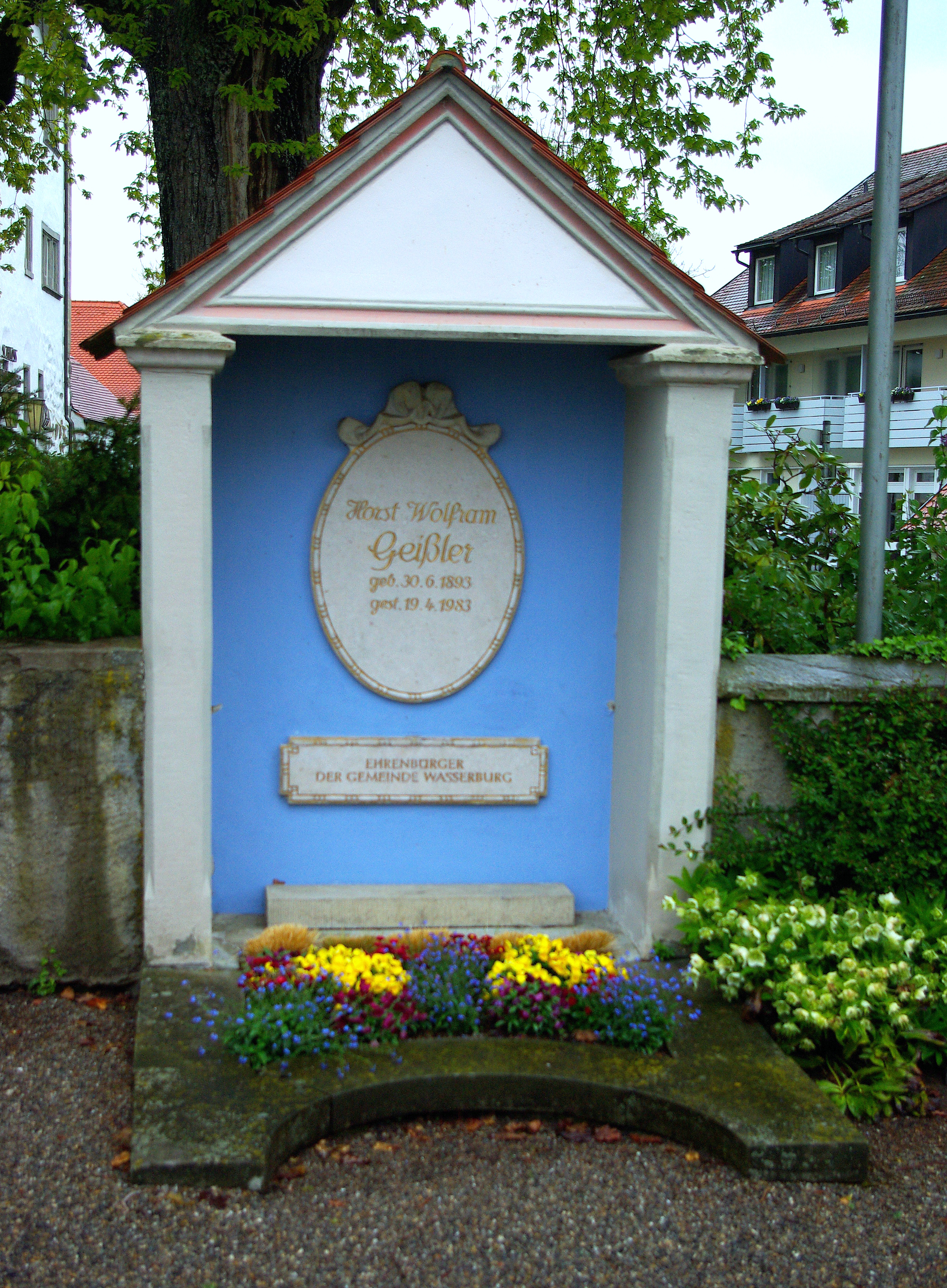
Grabmal von Horst Wolfram Geißler (Friedhof bei der Sankt-Georgs-Kirche in Wasserburg am Bodensee)

## Ehrungen
- 1961: Bayerischer Verdienstorden
- 1974: Großes Verdienstkreuz der Bundesrepublik Deutschland
- Ehrenbürger der Stadt Wasserburg[2]

## Werke (in Auswahl)

### Romane
- Der letzte Biedermeier, 1916
- Das Lied vom Wind, 1916
- Der ewige Hochzeiter, 1917
- Das Glück, 1919
- Wer ist der Gral?, 1920
- Der liebe Augustin. Die Geschichte eines leichten Lebens, 1921; Sanssouci, Zürich 1993, ISBN 3-7254-1020-8
- Entweder – oder, 1926
- Die sieben Sonderbaren, 1926
- Der Puppenspieler, 1929
- Weiß man denn, wohin man fährt? (späterer Titel: Der blaue Traum), 1930
- Die Dame mit dem Samtvisier, 1931
- Sankt Nimmerleins Insel, 1931
- Lilian sorgt für Durcheinander, 1932
- Georgine ganz allein, 1933
- Kleines Fräulein im Winterparadies, 1934
- Der Weg ins Wunderbare, 1934
- Der Prinz und sein Schatten, 1935
- Die Glasharmonika.Verlag August Scherl, Berlin 1936
- Der unheilige Florian, 1938
- Das Wunschhütlein, 1939
- Menuett im Park, 1940
- Frau Mette, 1940
- Wovon du träumst, 1942
- Nymphenburg, 1947
- Odysseus und die Frauen, 1947
- Sie kennen Aphrodite nicht, 1948
- Grillenkonzert, 1949
- Das Schiff Mahayana, 1951 (späterer Titel: Die Frau, die man liebt, 1959)
- Der ewige Hochzeiter. Ein Spitzweg-Roman, 1952
- Alles kommt zu seiner Zeit, 1953
- In einer langen Nacht. Kriminalroman, 1954; Sanssouci, Zürich 1998, ISBN 3-7254-1124-7
- Frag nicht zuviel, 1955
- Das Mädchen im Schnee, 1957
- Der seidene Faden, 1957
- Lady Margarets Haus, 1959
- Schlafittchen, 1959
- Das Lächeln des Leonardo, 1960
- Königinnen sind so selten, 1960
- Der Sternsaphir, 1961
- Wo schläft Kleopatra?, 1965; Sanssouci, Zürich 1997, ISBN 3-7254-1114-X
- Ein Schwarzes und ein Weißes, 1968
- Odysseus und Penelope, 1970
- Über die Erde hin, 1971
- Der Geburtstag, 1973
- Aus dem violetten Samtbeutel, 1975

### Novellen, Erzählungen
- Die Rosen der Gismonda, 1917
- Der Zauberlehrling, 1918
- Jungfer Durchlaucht, 1925
- Traum in den Herbst und Anakreons Grab, 1927
- Karneval in Venedig, 1942
- Der Astrolog, 1948
- Begegnung in Venedig, 1949
- Die Wandlung des Antonio, 1953
- Gondelfahrt, 1974
- Die Marquise von Manzera, 1976
- Melodien der Landstraße, 1979

### Lustspiel
- Der Sprung über den Schatten, 1935

### Tagebücher
- Das Orakel, 1977
- Mein fliegender Teppich, 1978

### Sachbücher
- Repetitorium der deutschen Literaturgeschichte. Ein chronologischer Grundriß, 1917
- Panzer im Osten. Vom Kampfe. Division in Sowjetrußland, 1943
- Der ewige Tempel. Studien zur Geschichte, zur Entwicklung und zu den Grundgedanken der Astrologie, 1949
  - Neu aufgelegt als: Astrologie. Geschichte – Entwicklung – Bedeutung. Grundgedanken. Sanssouci, Zürich 1982

### Als Herausgeber
- Die Gestaltungen des Faust. Die bedeutendsten Werke der Faustdichtung seit 1587, München 1927; Nachdruck Olms, Hildesheim 1974, ISBN 3-487-05255-5
- Die Schönheit der deutschen Sprache, 1929